# شهرستان والتون (جورجیا)
شهرستان والتون، جورجیا (به انگلیسی: Walton County, Georgia) یک سکونتگاه مسکونی در ایالات متحده آمریکا است که در جورجیا واقع شده‌است.